# Krisztián Lovassy
Krisztián Lovassy, né le 23 juin 1988 à Budapest, est un coureur cycliste hongrois.

## Biographie
Krisztián Lovassy naît le 23 juin 1988 en Hongrie.
Il entre en 2009 dans l'équipe Betonexpressz 2000-Universal Caffé, qui devient Tecnofilm-Betonexpressz 2000 au second semestre 2010 puis Ora Hotels Carrera en 2011. Il passe ensuite en 2012 dans l'équipe Tusnad, chez Utensilnord Ora24.eu en 2013, chez FixIT.no en 2014 puis chez Differdange-Losch en 2015.

## Palmarès et classements mondiaux sur route

### Palmarès
- 2009[1]
  - 1re étape du Grand Prix cycliste de Gemenc
  - 3e de Banja Luka-Belgrade I 
  - 3e du championnat de Hongrie du contre-la-montre espoirs
- 2010
  - 2e du championnat de Hongrie du contre-la-montre espoirs
  - 2e du championnat de Hongrie de la montagne espoirs
- 2011
  - Banja Luka-Belgrade I
  - 5e étape du Tour de Roumanie
  - 2e du championnat de Hongrie sur route
  - 3e du GP Betonexpressz 2000
- 2012
  - Miskolc GP
  - 2e du Budapest GP
  - 3e du championnat de Hongrie sur route
  - 3e du Grand Prix Dobrich II
- 2013
  -  Champion de Hongrie sur route
  - Budapest GP
- 2014
  - 2e du championnat de Hongrie du contre-la-montre
  - 3e du championnat de Hongrie sur route
- 2015
  -  Champion de Hongrie du contre-la-montre
- 2016
  - 2e du championnat de Hongrie sur route
  - 2e du Grand Prix cycliste de Gemenc
- 2017
  -  Champion de Hongrie sur route
- 2019
  - 3e étape a du Tour de Hongrie
- 2020
  - 2e du championnat de Hongrie de la montagne

### Classements mondiaux
| Année           | 2009 | 2010  | 2011 | 2012 | 2013 | 2014 | 2015 | 2016 | 2017 |
| --------------- | ---- | ----- | ---- | ---- | ---- | ---- | ---- | ---- | ---- |
| UCI Europe Tour | 263e | 1130e | 142e | 80e  | 100e | 449e | 492e | 943e | 793e |

## Palmarès sur piste

### Championnats du monde
- Hong Kong 2017
  - 9e de la course aux points[11]
  - 12e du scratch[12]
- Apeldoorn 2018
  - 14e du scratch[13]
  - 17e de la course aux points[14]
- Pruszków 2019
  - 22e du scratch
  - 23e de l'omnium

### Coupe du monde
- 2017-2018
  - Classement général du scratch

### Championnats d'Europe
| Édition / Épreuve | Scratch |
| Berlin 2017       | Argent  |

### Championnats de Hongrie
- 2017
  -  Champion de Hongrie du kilomètre
- 2018
  -  Champion de Hongrie de course aux points
  -  Champion de Hongrie du scratch
  -  Champion de Hongrie d'omnium
- 2019
  -  Champion de Hongrie du scratch
  -  Champion de Hongrie d'omnium
- 2020
  -  Champion de Hongrie de vitesse par équipes (avec Dániel Hájos et Viktor Filutás)
  -  Champion de Hongrie de poursuite
  -  Champion de Hongrie de course aux points
  -  Champion de Hongrie du scratch
  -  Champion de Hongrie d'omnium
- 2021
  -  Champion de Hongrie du scratch
  -  Champion de Hongrie de l'américaine (avec Viktor Filutás)

## Palmarès en cyclo-cross
- 2017-2018
  - 3e du championnat de Hongrie de cyclo-cross